# Wojna ośmiu świętych
Wojna ośmiu świętych (1375–1378) – zbrojny konflikt sił papieża Grzegorza XI z koalicją włoskich miast-państw pod przewodnictwem Republiki Florenckiej, który doprowadził do zakończenia tzw. niewoli awiniońskiej.

## Podłoże konfliktu

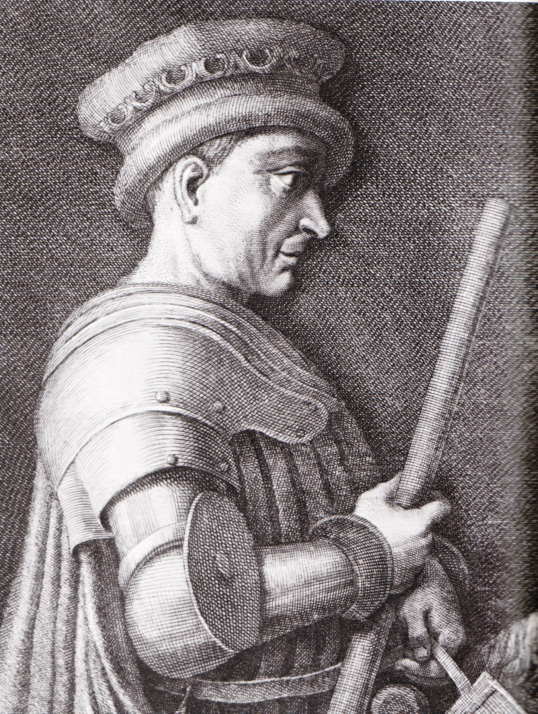
John Hawkwood, kondotier papieski

Przyczyn wojny należy poszukiwać w długotrwałym konflikcie Republiki Florenckiej z państwem papieskim dążącym do rozszerzenia swego stanu posiadania w środkowych Włoszech, od czego papieże awiniońscy uzależniali swój powrót do Rzymu. Innym podłożem konfliktu były niesnaski rządców republiki z propapieską w owym czasie florencką Parte Guelfa. Od jesieni 1372 roku Florencja obawiała się poważnie, że Grzegorz XI zamierza odebrać jej zbrojnie pas lądu w południowej Ligurii, zdobyty w swoim czasie przez wojska republiki na Bernabò Viscontim, i że florencki ród Ubaldinich może przejść do obozu papieskiego, co jednak nastąpiło dopiero ponad 150 lat później, w innych warunkach geografii politycznej Włoch.
Grzegorz XI miał za złe Florencji, że nie wsparła go militarnie w wojnie z Viscontim z Mediolanu. Po zakończeniu tego konfliktu w roku 1375 wielu florentyńczyków żywiło obawy, że Grzegorz XI zwróci się teraz przeciw Toskanii. By temu zapobiec, Florencja przekupiła naczelnego dowódcę wojsk papieskich, angielskiego kondotiera Johna Hawkwooda, 130 tysiącami florenów, na co mianowana przez signiorię komisja, tzw. otto dei preti ("ośmiu od księży"), przeznaczyła skonfiskowane dobra biskupów, opatów, kościołów, klasztorów i innych instytucji kościelnych. Hawkwood otrzymał również 600 florenów rocznego trybutu za kolejne pięć lat oraz dożywotnią pensję w wysokości 1200 florenów.
Zaalpejscy najemnicy, wynajęci przez Grzegorza XI przeciw Mediolanowi, teraz bezrobotni, stawali się częstokroć źródłem niesnasek i rozłamów politycznych w papieskich miastach.

## Wojna

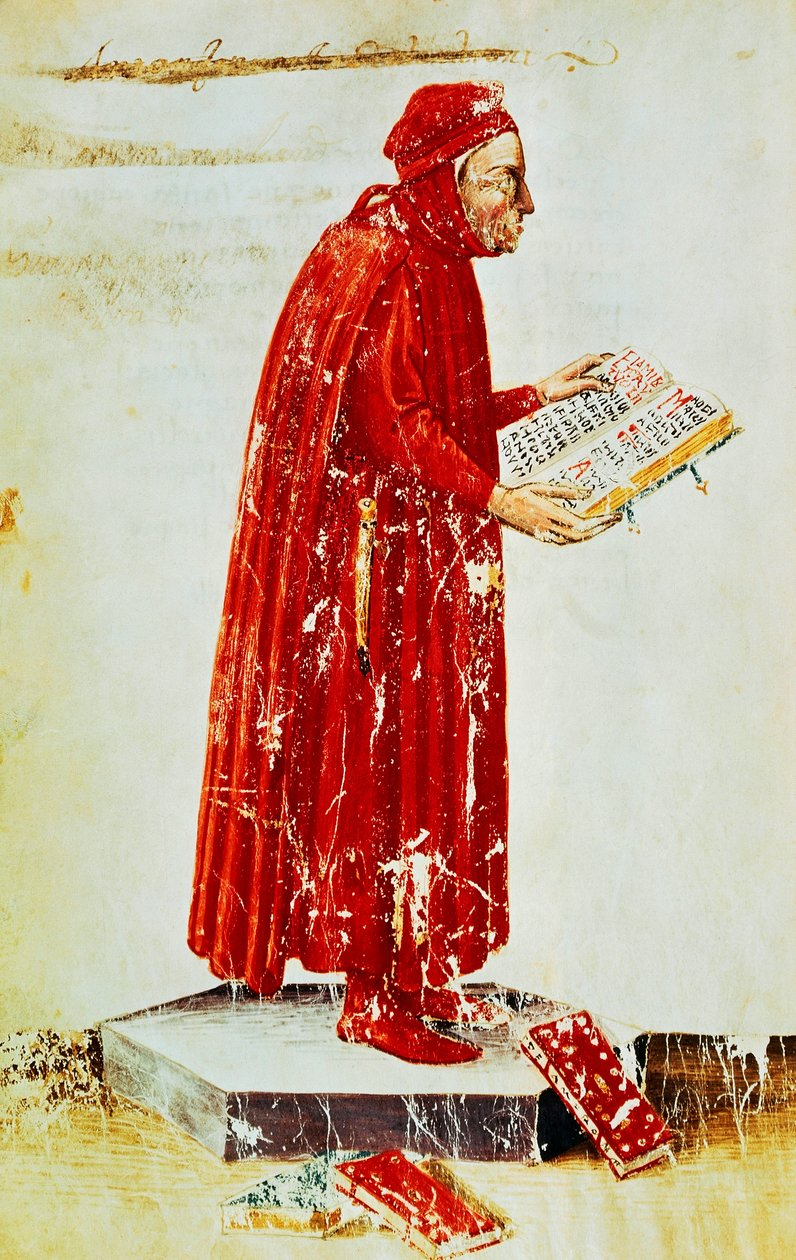
Coluccio Salutati, kanclerz Florencji w dobie konfliktu

Tuż przed wybuchem pierwszych walk, w lipcu 1375 roku, Florencja zawarła sojusz z Mediolanem, a prowadzenie działań spadło na barki ośmioosobowej rady wojennej, która przybrała nazwę otto della guerra ("ośmiu od wojny"). Pierwszym jej przedsięwzięciem było wywołanie zamieszek w miastach papieskich. Florenccy agenci wysłani zostali do ponad czterdziestu miast, takich jak Bolonia, Perugia, Orvieto czy Viterbo – z zadaniem wywołania zbrojnego powstania – jednak wielu z nich przeszło na stronę papiestwa dzięki zabiegom hiszpańskiego kardynała Albornoza. Co więcej, humanista Coluccio Salutati, ówczesny kanclerz Florencji, zamiast listów nawołujących miasta do powstania przeciw „tyrańskim” i „skorumpowanym” władzom papieskim, opublikował wezwanie do powrotu do republikanizmu all'antica (jak za czasów antycznych).

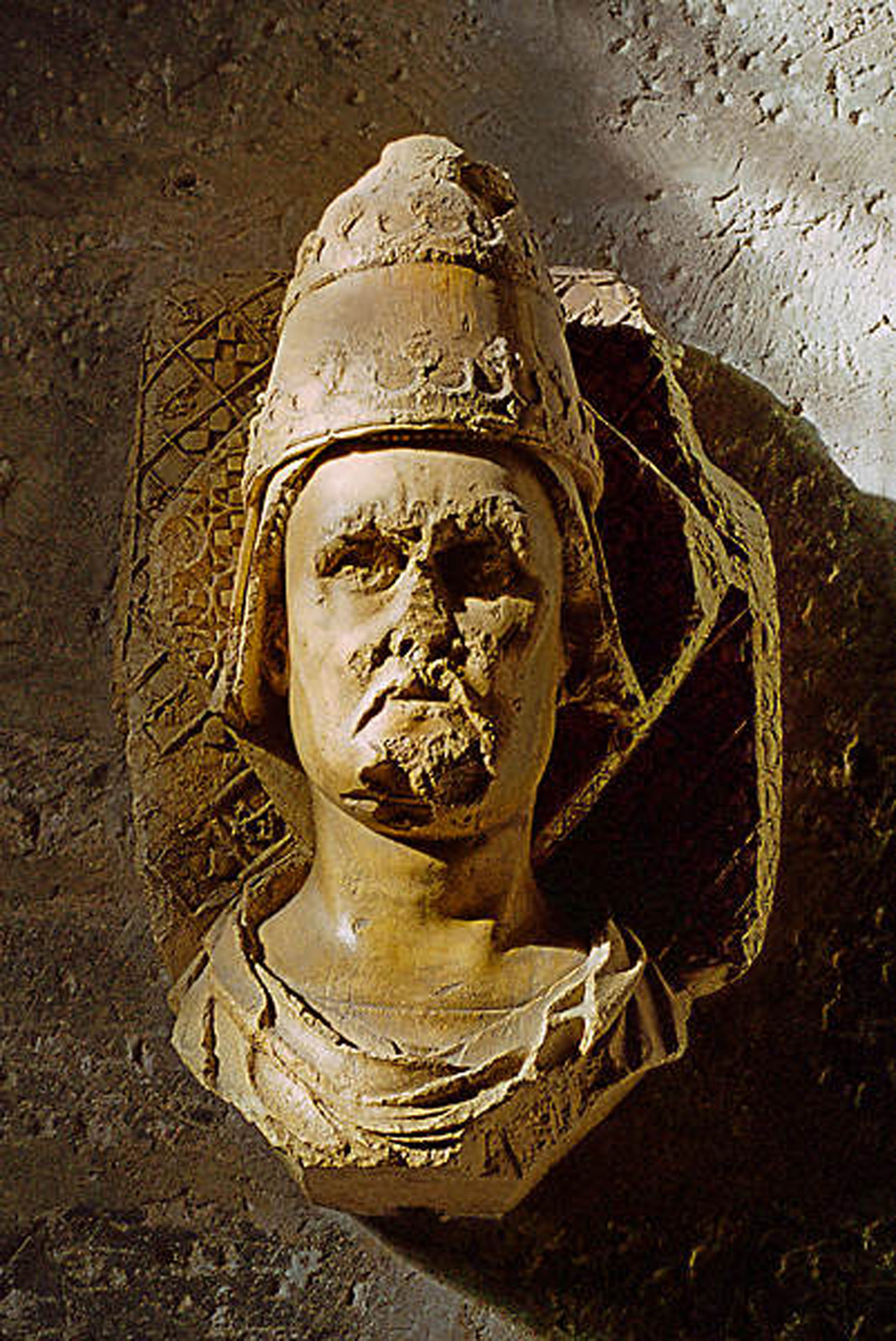
Robert z Genewy

Papież 31 marca 1376 roku ekskomunikował wszystkich członków władz Florencji, a miasto obłożył interdyktem, wprowadzającym zakaz prowadzenia w nim posług religijnych i zalecającym ościennym monarchiom aresztowanie i uprowadzenie w niewolę mieszkańców oraz konfiskatę ich majątków w całej Europie. Początkowo florentyńczycy, zamiast próbować przeciwstawić się interdyktowi, zaczęli organizować procesje religijne z udziałem biczowników. Wspierali także bractwa religijne, przywrócili też do działania wspólnotę Fraticellich, którzy uprzednio uznawani byli za heretyków. Zburzono gmach florenckiej inkwizycji, a Signoria zniosła restrykcje prawne nałożone na lichwę i inne praktyki zwalczane przez (niedziałające już) sądy kościelne.
Jednakże, w październiku 1377 roku, władze florenckie zmusiły kler do podjęcia na powrót posług religijnych, co skłoniło biskupów Florencji i Fiesole do opuszczenia terytorium republiki. Wielkie grzywny i konfiskaty dóbr hierarchów, którzy opuścili swe stanowiska, a przede wszystkim najszersza w Europie do czasów reformacji likwidacja patrymoniów kościelnych, były przypuszczalnie spowodowane koniecznością pokrycia rosnących kosztów konfliktu, bowiem wojna kosztowała Florencję już około 2,5 miliona florenów.
Choć wielu władców ignorowało papieski interdykt (wśród nich m.in. król Francji Karol V Mądry), wskutek sankcji gospodarczych Grzegorza XI florenccy kupcy ponieśli znaczne straty na rynkach europejskich; szczególnie odczuli to bankierzy w Awinionie.
John Hawkwood przestrzegał warunków porozumienia i nie wszczynał wojny na terytorium Toskanii, ograniczając się do stłumienia kilku powstań w miastach państwa papieskiego. W roku 1377 Hawkwood ostatecznie odstąpił Grzegorza XI i przyłączył się do antypapieskiej koalicji. Inni kondotierzy Grzegorza XI również ograniczali swe działania do terytorium Romanii, między innymi łupiąc miasto Cesena w lutym 1377 roku. Wiosną tegoż roku papiescy najemnicy zdobyli Bolonię, która do tej chwili była kluczowym sprzymierzeńcem Florencji, a Robert z Genewy (późniejszy awinioński Klemens VII) stanął na czele armii Grzegorza XI z zamiarem ostatecznego stłumienia rebelii, ale koalicja była dlań zbyt silna. Sam Grzegorz XI przybył do Włoch by zabezpieczyć swój rzymski stan posiadania, a tym samym zamknął de facto okres awinioński papiestwa. Pojawił się w Rzymie w styczniu po niełatwej (m.in. przytrafiła mu się katastrofa okrętowa) podróży i zmarł w marcu 1378 roku.

## Zakończenie
Wojnę zakończył traktat pokojowy zawarty w lipcu 1378 roku w Tivoli. Państwo kościelne reprezentował papież Urban VI, następca Grzegorza XI (wraz z jego intronizacją zaczęła się schizma zachodnia Kościoła). Zgodnie z postanowieniami traktatu Florencja miała zapłacić papiestwu 200 000 florenów (wcześniej Grzegorz XI żądał miliona), odwołać wszystkie akty prawne wymierzone przeciw Kościołowi i zwrócić dobra zagrabione hierarchom. Papież ze swojej strony miał znieść interdykt nałożony na Florencję i poprawić nadszarpnięty w kręgach kościelnych wizerunek republiki.

## Ośmiu świętych
Termin otto di santi może odnosić się od jednego z dwóch (lub obu) gremiów powołanych do życia przez florencką signorię w czasie wojny. W czasie gdy Florencja zawierała pakt o nieagresji z Hawkwoodem kosztem 130 000 florenów, powołano na rok specjalną komisję złożoną z ośmiu obywateli. Mieli oni wymuszać na klerze z Florencji i Fiesole „pożyczki” dla uzyskania wymaganej kwoty. Druga grupa ośmiu obywateli powołana została później; jej zadaniem było prowadzenie działań dyplomatycznych i militarnych niezbędnych dla prowadzenia działań zbrojnych przeciw papiestwu.
Tożsamość członków grupy ośmiu świętych nadal pozostaje nierozstrzygnięta. Uczeni w większości uważają, że termin otto di santi odnosi się do pierwszej komisji, choć zdaniem niektórych ma to związek z prowadzeniem wojny. Po raz pierwszy terminu otto della guerra w odniesieniu do otto santi użył w roku 1445 florencki historyk Domenico Buoninsegni, ale nie pojawia się on w pracach współczesnego konfliktowi badacza, Leonarda Bruniego. Buoninsegni odniósł się prawdopodobnie do określenia użytego w sierpniu 1378 roku w stosunku do grupy Gli Otto Santi del Popolo di Dio, utworzonej podczas buntu Ciompich, który wybuchł zaraz po zakończeniu wojny ośmiu świętych. Wcześniej nazwa użyta została 31 marca 1376 roku w ekskomunikacyjnej bulli papieskiej jako otto dei preti (pierwsza komisja, dosłownie „ośmiu od księży”).
W skład komisji finansowej otto dei preti, powołanej 7 lipca 1375 roku dla opodatkowania kleru na potrzeby pokrycia kosztów paktu nieagresji, wchodzili:
- Matteo Malefici
- Antonio di Forese Sacchetti
- Bardo di Guglielmo Altoviti
- Salvi Filippo Salvi
- Giovanni d'Angiolo Capponi
- Antonio di Filippo Tolosini
- Recco di Guido Guaza
- Michele di Puccio

Rada wojenna, otto della guerra, powstała 14 sierpnia 1376 roku; składała się z czterech przedstawicieli cechów i czterech członków wielkich rodów:
- Giovanni Dini - przyprawy korzenne
- Guccio Gucci - wełna i odzież[3]
- Matteo Soldi - sprzedaż win[3]
- Giovanni di Mone - obróbka zbóż[3]
- Alessandro de' Bardi[3]
- Giovanni Magalotti
- Andrea Salvati
- Tommaso Strozzi